# Quando eravamo repressi
Quando eravamo repressi és una pel·lícula de comèdia italiana de 1992 escrita i dirigida per Pino Quartullo, al seu debut com a director.

## Argument
Una parella jove en crisi, els bells i rics Federico i Isabella, aconsellats pel seu sexòleg, es reuneix amb una altra parella jove. Petra i Massimiliano, en un hotel del camp del Lazio per fer intercanvi sexual de parelles. Finalment s'adonaran que s'estimen.

## Repartiment
- Pino Quartullo : Massimiliano
- Alessandro Gassmann : Federico
- Francesca D'Aloja : Isabella
- Lucrezia Lante della Rovere : Petra
- Vittorio Gassman : el sexòleg
- Pietro De Silva
- Raoul Bova (no acreditat)

## Producció
La pel·lícula va desaparèixer dels canals de distribució normals. Pino Quartullo ha denunciat el misteri que envolta els drets de la seva primera pel·lícula com a directo.